# Ctenomys bidaui
Ctenomys bidaui — вид ссавців гризунів родини тукотукових (Ctenomyidae). Це ендемік півострова Вальдес в аргентинській провінції Чубут. Природне місце існування — чагарникові степи. Це туко-туко середнього розміру. Має загальну довжину 205–253 мм, хвіст 53–73,2 мм і вагу 105–165 г. Його назвали на честь аргентинського біолога Клаудіо Х. Бідау.